# Portugal International 2017
Die Portugal International 2017 fanden vom 9. bis zum 12. März 2017 in Caldas da Rainha statt. Sie wurden im Centro de Alto Rendimento de Badminton ausgetragen, dem Leistungszentrum des portugiesischen Badmintonverbands Federação Portuguesa de Badminton. Es war die 52. Auflage dieser internationalen Titelkämpfe von Portugal im Badminton.

## Sieger und Platzierte
| Disziplin    | Gold                         | Silber                            | Bronze                              |
| ------------ | ---------------------------- | --------------------------------- | ----------------------------------- |
| Herreneinzel | Subhankar Dey                | Victor Svendsen                   | Pablo Abián                         |
| Herreneinzel | Subhankar Dey                | Victor Svendsen                   | Gergely Krausz                      |
| Dameneinzel  | Sayaka Takahashi             | Chisato Hoshi                     | Lianne Tan                          |
| Dameneinzel  | Sayaka Takahashi             | Chisato Hoshi                     | Yap Yee                             |
| Herrendoppel | Kazuaki Oshima Yuta Yamasaki | Steve Olesen Mathias Weber Estrup | Christopher Grimley Matthew Grimley |
| Herrendoppel | Kazuaki Oshima Yuta Yamasaki | Steve Olesen Mathias Weber Estrup | Kosuke Makino Dai Watanabe          |
| Damendoppel  | Chisato Hoshi Naru Shinoya   | Emilie Juul Møller Mai Surrow     | Delphine Delrue Vimala Hériau       |
| Damendoppel  | Chisato Hoshi Naru Shinoya   | Emilie Juul Møller Mai Surrow     | Julie MacPherson Eleanor O’Donnell  |
| Mixed        | Anton Kaisti Jenny Nyström   | Thom Gicquel Delphine Delrue      | Mikkel Mikkelsen Mai Surrow         |
| Mixed        | Anton Kaisti Jenny Nyström   | Thom Gicquel Delphine Delrue      | Alberto Zapico Lorena Uslé          |